# Utica (Dakota Południowa)
Utica – miasto w Stanach Zjednoczonych, w stanie Dakota Południowa, w hrabstwie Yankton.